# Willem Luyten
Willem Jacob Luyten (nascut el 7 de març de 1899, Semarang (Índies Orientals Neerlandeses, actualment Indonèsia) - mort el 21 de novembre de 1994 a Minneapolis) va ser un astrònom neerlandès i americà.
Luyten va néixer a les Índies Orientals Neerlandeses, on el seu pare treballava com a professor de francès. A l'edat d'onze anys va observar el cometa de Halley, i des d'aquell moment va començar a interessar-se per l'astronomia. Luyten posseïa una facilitat impressionant per aprendre idiomes, i es podia expressar fins en nou diferents. El 1912 es va traslladar juntament amb la seva família als Països Baixos, on va estudiar astronomia a la Universitat d'Amsterdam. Allà va obtenir el batxillerat d'arts el 1918.
Va aconseguir un doctorat, als 22 anys, amb Ejnar Hertzsprung a la Universitat de Leiden. El 1921 va marxar cap als Estats Units, on va treballar a l'Observatori Lick. Des de 1923 fins a 1928, Luyten va treballar al Harvard College Observatory. Els tres anys següents es va estar a la ciutat  sud-africana de Bloemfontein, on va conèixer Willemina H. Miedema, amb qui va contraure matrimoni el 5 de febrer de 1930. El 1931 va tornar als Estats Units per a treballar de professor a la Universitat de Minnesota fins a 1967. Després, des de 1967 fins a la seva mort, va dedicar-se a l'astronomia.
Va estudiar el moviment propi de les estrelles i descobrir multitud de nanes blanques; precisament va ser Luyten el primer a fer referència a aquest terme. També va descobrir algunes estrelles similars i properes al sol, com per exemple l'Estrella de Luyten que porta el seu nom, o el sistema estel·lar Luyten 726-8, que conté l'estrella fulgurant UV Ceti.

## Premis
- Medalla James Craig Watson (1964)
- Medalla Bruce (1968)